# مادس وينثر
مادس وينثر (بالدنماركية: Mads Winther)‏ هو لاعب كرة قدم دنماركي، ولد في 20 أكتوبر 2001.

## وصلات خارجية
- مادس وينثر على موقع قاعدة بيانات كرة القدم.إي يو (الإنجليزية)
- مادس وينثر على موقع Soccerway.com (الإنجليزية)